# Cyclopsodesmus otosetosus
Cyclopsodesmus otosetosus är en mångfotingart som beskrevs av Loomis 1964. Cyclopsodesmus otosetosus ingår i släktet Cyclopsodesmus och familjen Fuhrmannodesmidae. Inga underarter finns listade i Catalogue of Life.